# Národní park Berbak
Taman Nasional Berbak je národní park v Indonésii. Nachází se na východním pobřeží Sumatry nedaleko města Jambi. Chráněné území zde bylo vyhlášeno za nizozemské nadvlády v roce 1935, od roku 1992 má status národního parku. Patří také k oblastem zahrnutým do Ramsarské úmluvy a spolu s národním parkem Sembilang tvoří biosférickou rezervaci UNESCO. Na území parku žijí lovecko-sběračské populace Orang Rimba.
Národní park zahrnuje hustě zalesněnou přímořskou nížinu s četnými bažinami, rašeliništi a pobřežními mangrovy. Průměrná teplota se pohybuje mezi 25 a 28 stupni Celsia, srážky dosahují 2300 mm ročně. Vegetaci tvoří převážně shorea a johannesteijsmannia. K chráněným živočichům patří především tygr sumaterský, nosorožec sumaterský a tapír čabrakový. Dále zde žije kančil jávský, medvěd malajský, holub stříbrný, čáp pestrý, marabu indomalajský, volavka žlutozobá, pižmovka bělokřídlá, ledňáček modroprsý, krokodýl mořský, tomistoma úzkohlavá a orlície bornejská.
Vážným problémem parku je rozsáhlé pytláctví a nelegální těžba dřeva.